# قناص أمريكي
قناص أمريكي: السيرة الذاتية لأشد قناص فتكا في تاريخ الولايات المتحدة العسكري (بالإنجليزية: American Sniper: The Autobiography of the Most Lethal Sniper in U.S. Military History)‏ هي مذكرات من تأليف عضو قوات البحرية الأمريكية الخاصة كريس كايل، كتبها مع سكوت مكوين وجيم ديفلايس. يعد كريس كايل أكثر القناصين فتكاً في تاريخ الولايات المتحدة العسكري مع 255 قتيلاً، 160 منهم موثقة رسمياً من قبل البنتاغون. ظهر الكتاب في قائمة نيويورك تايمز لأفضل الكتب مبيعاً ل37 أسبوع.
قامت وارنر برذرز بإصدار فيلم مقتبس عن الكتاب من إخراج كلينت إيستوود وبطولة برادلي كوبر بدور كريس كايل، وعرض لأول مرة في 11 نوفمبر، 2014 خلال مهرجان معهد الفيلم الأمريكي. أصدر الفيلم عالمياً في 16 يناير، 2015.